# 青森県道・岩手県道11号八戸大野線
青森県道・岩手県道11号八戸大野線（あおもりけんどう・いわてけんどう11ごう はちのへおおのせん）は、青森県八戸市から岩手県九戸郡洋野町大野に至る県道（主要地方道）である。

## 概要
この道は八戸から久慈へ至る「久慈街道（くじかいどう）」の一部である。

### 路線データ
- 実延長：33.3 km[要出典]
  - 青森県側：18.8 km[要出典]
  - 岩手県側：14,470.7 m[1]
- 起点：八戸市[1]（十三日町交差点・国道340号〈青森県道251号妙売市線重複〉交点）
- 終点：九戸郡洋野町大野[1]（国道395号交点）

## 歴史
- 1959年（昭和34年）
  - 3月31日 - 大野八戸線として岩手県側の区間が県道に認定される[2]。
  - 8月1日 - 大野八戸線として青森県側の区間が県道に認定される[3]。
- 1971年（昭和46年）6月26日 - 一般県道大野八戸線、一般県道久慈福岡線の一部が、八戸久慈線として建設省（現・国土交通省）から主要地方道の指定を受ける[4]。
- 1972年（昭和47年）3月28日 - 八戸久慈線として青森県側の区間が主要県道に認定される[5]。
- 1976年（昭和51年）
  - 4月1日 - 主要県道八戸久慈線の一部が、八戸大野線として建設省から主要地方道の指定を受ける[6]。
  - 12月24日 - 主要地方道の指定を受け、八戸大野線として青森県[7]・岩手県[1]双方から主要県道に認定される。
- 1993年（平成5年）5月11日 - 建設省により改めて主要地方道の指定を受ける[8]。
- 1994年（平成6年）3月25日 - 両県で整理番号を11に統一。

## 路線状況

### 重複区間
- 青森県道251号妙売市線 : 八戸市吹上一丁目地内

## 地理

### 通過する自治体
- 青森県
  - 八戸市 - 三戸郡階上町 - 八戸市
- 岩手県
  - 九戸郡軽米町 - 同郡洋野町

### 交差・接続する道路
- 国道340号（青森県道251号妙売市線重複）（十三日町交差点・八戸市大字十三日町）
- 青森県道251号妙売市線（八戸市吹上一丁目地内）
- 青森県道29号八戸環状線（八戸市大字中居林字平）
- 青森県道138号島守八戸線（八戸市大字中居林字綿ノ端）
- E45 八戸久慈自動車道（八戸南環状道路）八戸是川IC（八戸市大字十日市字長根）
- 青森県道139号差波新井田線（八戸市大字十日市字登手）
- 青森県道42号名川階上線（階上町大字田代字横窪）
- 岩手県道20号軽米種市線（軽米町大字上舘第44地割）
- 岩手県道164号明戸八木線（洋野町大野第29地割）
- 国道395号（洋野町大野第58地割）

### 沿線の施設など
青森県
- 三春屋（中合三春屋店）
- 天聖寺
- 青い森信用金庫鍛冶町支店
- 青森県八戸赤十字センター
- 八戸吹揚郵便局
- 八戸市立吹上小学校
- 八戸市立第一中学校
- 国立病院機構八戸病院
- よこまちストア吹上店
- 青い森信用金庫中居林支店
- 八戸市斎場
- 青森県立八戸商業高等学校
- 八戸公園こどもの国
- 八戸市立うみねこ学園
- 青森県立八戸第二養護学校
- 八戸市・階上町組合立田代小中学校
- 陸奥田代郵便局

岩手県
- 向井田簡易郵便局
- 洋野町立大野図書館
- 洋野町立大野体育館
- 岩手県立大野高等学校